# Sphaerostephanos productus
Sphaerostephanos productus är en kärrbräkenväxtart som först beskrevs av Georg Friedrich Kaulfuss, och fick sitt nu gällande namn av Holtt. Sphaerostephanos productus ingår i släktet Sphaerostephanos och familjen Thelypteridaceae. Inga underarter finns listade.